# Ibrahimpur
Ibrahimpur é uma vila no distrito de Azamgarh, no estado indiano de Uttar Pradesh.

## Demografia
Segundo o censo de 2001, Ibrahimpur tinha uma população de 6653 habitantes. Os indivíduos do sexo masculino constituem 51% da população e os do sexo feminino 49%. Ibrahimpur tem uma taxa de literacia de 36%, inferior à média nacional de 59.5%: a literacia no sexo masculino é de 44% e no sexo feminino é de 28%. Em Ibrahimpur, 20% da população está abaixo dos 6 anos de idade.